# Lijst van spelers van het Kroatische voetbalelftal
Deze lijst van spelers van het Kroatische voetbalelftal geeft een overzicht van alle voetballers die minimaal één interland achter hun naam hebben staan voor Kroatië. Vetgedrukte spelers zijn spelers die in 2022 opgeroepen zijn voor het WK in Qatar.

## Overzicht
- Bijgewerkt tot en met de WK-troostfinale tegen  Marokko op 17 december 2022.

| №   | Naam speler          | Wed. | Dlpnt. | Debuut                                       | Positie                  |
| --- | -------------------- | ---- | ------ | -------------------------------------------- | ------------------------ |
| 1   | Luka Modrić          | 162  | 23     | 1 maart 2006 (tegen Argentinië)              | Middenvelder             |
| 2   | Darijo Srna          | 134  | 22     | 20 november 2002 (tegen Roemenië)            | Verdediger               |
| 3   | Ivan Perišić         | 123  | 33     | 26 maart 2011 (tegen Georgië)                | Middenvelder, Aanvaller  |
| 4   | Stipe Pletikosa      | 114  | 0      | 10 februari 1999 (tegen Denemarken)          | Doelman                  |
| 5   | Ivan Rakitić         | 106  | 15     | 8 september 2007 (tegen Estland)             | Middenvelder             |
| 6   | Josip Šimunić        | 105  | 3      | 10 november 2001 (tegen Zuid-Korea)          | Verdediger               |
| 7   | Ivica Olić           | 104  | 20     | 13 februari 2002 (tegen Bulgarije)           | Aanvaller                |
| 8   | Vedran Ćorluka       | 103  | 4      | 16 augustus 2006 (tegen Italië)              | Verdediger               |
| 9   | Domagoj Vida         | 100  | 4      | 23 mei 2010 (tegen Wales)                    | Verdediger               |
| 10  | Dario Šimić          | 100  | 3      | 13 maart 1996 (tegen Zuid-Korea)             | Verdediger               |
| 11  | Mateo Kovačić        | 91   | 3      | 22 maart 2013 (tegen Servië)                 | Middenvelder             |
| 12  | Mario Mandžukić      | 89   | 33     | 17 november 2007 (tegen Macedonië)           | Aanvaller                |
| 13  | Robert Kovač         | 84   | 0      | 28 april 1999 (tegen Italië)                 | Verdediger               |
| 14  | Niko Kovač           | 83   | 14     | 11 december 1999 (tegen Marokko)             | Middenvelder             |
| 15  | Marcelo Brozović     | 83   | 7      | 6 juni 2014 (tegen Australië)                | Middenvelder             |
| 16  | Andrej Kramarić      | 81   | 22     | 4 september 2014 (tegen Cyprus)              | Aanvaller                |
| 17  | Niko Kranjčar        | 81   | 16     | 18 augustus 2004 (tegen Israël)              | Middenvelder             |
| 18  | Robert Jarni         | 81   | 1      | 22 december 1990 (tegen Roemenië)            | Middenvelder             |
| 19  | Dejan Lovren         | 78   | 5      | 8 oktober 2009 (tegen Qatar)                 | Verdediger               |
| 20  | Davor Šuker          | 69   | 45     | 22 december 1990 (tegen Roemenië)            | Aanvaller                |
| 21  | Eduardo da Silva     | 64   | 29     | 16 november 2004 (tegen Ierland)             | Aanvaller                |
| 22  | Aljoša Asanović      | 62   | 3      | 17 oktober 1990 (tegen Verenigde Staten)     | Middenvelder             |
| 23  | Zvonimir Soldo       | 61   | 3      | 20 april 1994 (tegen Slowakije)              | Verdediger               |
| 24  | Jerko Leko           | 59   | 2      | 8 mei 2002 (tegen Hongarije)                 | Middenvelder             |
| 25  | Dražen Ladić         | 59   | 0      | 17 oktober 1990 (tegen Verenigde Staten)     | Doelman                  |
| 26  | Danijel Pranjić      | 58   | 1      | 16 november 2004 (tegen Ierland)             | Middenvelder             |
| 27  | Ognjen Vukojević     | 55   | 4      | 16 oktober 2007 (tegen Slowakije)            | Middenvelder             |
| 28  | Igor Tudor           | 55   | 3      | 15 november 1997 (tegen Oekraïne)            | Verdediger               |
| 29  | Milan Badelj         | 55   | 2      | 23 mei 2010 (tegen Wales)                    | Middenvelder             |
| 30  | Igor Štimac          | 53   | 2      | 22 december 1990 (tegen Verenigde Staten)    | Verdediger               |
| 31  | Goran Vlaović        | 52   | 15     | 5 juli 1992 (tegen Australië)                | Aanvaller                |
| 32  | Šime Vrsaljko        | 52   | 0      | 9 februari 2011 (tegen Tsjechië)             | Verdediger               |
| 33  | Zvonimir Boban       | 51   | 12     | 22 december 1990 (tegen Roemenië)            | Middenvelder             |
| 34  | Mario Pašalić        | 50   | 7      | 4 september 2014 (tegen Cyprus)              | Middenvelder             |
| 35  | Robert Prosinečki    | 49   | 10     | 23 maart 1994 (tegen Spanje)                 | Middenvelder             |
| 36  | Mario Stanić         | 49   | 7      | 3 september 1995 (tegen Estland)             | Aanvaller                |
| 37  | Milan Rapaić         | 49   | 6      | 20 april 1994 (tegen Slowakije)              | Aanvaller                |
| 38  | Marko Babić          | 49   | 3      | 8 mei 2002 (tegen Hongarije)                 | Middenvelder             |
| 39  | Stjepan Tomas        | 49   | 1      | 22 april 1998 (tegen Polen)                  | Verdediger               |
| 40  | Ivan Strinić         | 49   | 0      | 19 mei 2010 (tegen Oostenrijk)               | Verdediger               |
| 41  | Nikola Vlašić        | 48   | 7      | 28 mei 2017 (tegen Mexico)                   | Middenvelder             |
| 42  | Mladen Petrić        | 45   | 15     | 10 november 2001 (tegen Zuid-Korea)          | Aanvaller                |
| 43  | Slaven Bilić         | 44   | 3      | 5 juli 1992 (tegen Australië)                | Verdediger               |
| 44  | Danijel Subašić      | 44   | 0      | 14 november 2009 (tegen Liechtenstein)       | Doelman                  |
| 45  | Nikola Kalinić       | 42   | 15     | 24 mei 2008 (tegen Moldavië)                 | Aanvaller                |
| 46  | Ante Rebić           | 42   | 3      | 14 augustus 2013 (tegen Liechtenstein)       | Aanvaller                |
| 47  | Ivan Klasnić         | 41   | 12     | 18 februari 2004 (tegen Duitsland)           | Aanvaller                |
| 48  | Dominik Livaković    | 41   | 0      | 11 januari 2017 (tegen Chili)                | Doelman                  |
| 49  | Alen Bokšić          | 40   | 10     | 25 juni 1993 (tegen Oekraïne)                | Aanvaller                |
| 50  | Boris Živković       | 39   | 2      | 13 november 1999 (tegen Frankrijk)           | Verdediger               |
| 51  | Nikica Jelavić       | 36   | 6      | 8 oktober 2009 (tegen Qatar)                 | Aanvaller                |
| 52  | Boško Balaban        | 35   | 10     | 16 augustus 2000 (tegen Slowakije)           | Aanvaller                |
| 53  | Josip Brekalo        | 33   | 4      | 15 november 2018 (tegen Spanje)              | Aanvaller                |
| 54  | Dado Pršo            | 32   | 9      | 29 maart 2003 (tegen België)                 | Aanvaller                |
| 55  | Nikola Jerkan        | 31   | 1      | 5 juli 1992 (tegen Australië)                | Verdediger               |
| 56  | Danijel Šarić        | 30   | 0      | 11 oktober 1997 (tegen Slovenië)             | Verdediger               |
| 57  | Bruno Petković       | 29   | 7      | 21 maart 2019 (tegen Azerbeidzjan)           | Aanvaller                |
| 58  | Borna Barišić        | 29   | 1      | 11 januari 2017 (tegen Chili)                | Verdediger               |
| 59  | Gordon Schildenfeld  | 29   | 1      | 14 november 2009 (tegen Liechtenstein)       | Verdediger               |
| 60  | Davor Vugrinec       | 28   | 7      | 10 april 1996 (tegen Hongarije)              | Aanvaller                |
| 61  | Tomislav Butina      | 28   | 0      | 5 september 2001 (tegen San Marino)          | Doelman                  |
| 62  | Mario Tokić          | 28   | 0      | 5 september 1998 (tegen Ierland)             | Verdediger               |
| 63  | Igor Cvitanović      | 27   | 4      | 22 oktober 1992 (tegen Mexico)               | Aanvaller                |
| 64  | Mislav Oršić         | 27   | 2      | 9 september 2019 (tegen Azerbeidzjan)        | Aanvaller                |
| 65  | Josip Juranović      | 27   | 0      | 14 januari 2017 (tegen China)                | Verdediger               |
| 66  | Tin Jedvaj           | 26   | 2      | 4 september 2014 (tegen Cyprus)              | Verdediger               |
| 67  | Josip Pivarić        | 26   | 0      | 14 augustus 2013 (tegen Liechtenstein)       | Verdediger               |
| 68  | Jurica Vranješ       | 26   | 0      | 13 juni 1999 (tegen Egypte)                  | Middenvelder             |
| 69  | Marko Pjaca          | 24   | 1      | 4 september 2014 (tegen Cyprus)              | Aanvaller                |
| 70  | Duje Ćaleta-Car      | 23   | 1      | 3 juni 2018 (tegen IJsland)                  | Verdediger               |
| 71  | Ivica Mornar         | 22   | 1      | 23 maart 1994 (tegen Spanje)                 | Aanvaller                |
| 72  | Dubravko Pavličić    | 22   | 0      | 8 juli 1992 (tegen Australië)                | Verdediger               |
| 73  | Vedran Runje         | 22   | 0      | 15 november 2006 (tegen Israël)              | Doelman                  |
| 74  | Krunoslav Jurčić     | 21   | 0      | 8 juni 1997 (tegen Japan)                    | Middenvelder             |
| 75  | Marko Rog            | 21   | 0      | 12 november 2014 (tegen Argentinië)          | Middenvelder             |
| 76  | Marko Livaja         | 19   | 4      | 6 september 2018 (tegen Portugal)            | Aanvaller                |
| 77  | Mladen Mladenović    | 19   | 3      | 17 oktober 1990 (tegen Verenigde Staten)     | Middenvelder             |
| 78  | Joško Gvardiol       | 19   | 2      | 6 juni 2021 (tegen België)                   | Verdediger               |
| 79  | Nikola Jurčević      | 19   | 2      | 22 december 1990 (tegen Roemenië)            | Middenvelder             |
| 80  | Silvio Marić         | 19   | 1      | 30 april 1997 (tegen Griekenland)            | Middenvelder             |
| 81  | Giovanni Rosso       | 19   | 1      | 20 november 2002 (tegen Roemenië)            | Middenvelder             |
| 82  | Tomislav Dujmović    | 19   | 0      | 20 november 2002 (tegen Roemenië)            | Middenvelder             |
| 83  | Lovre Kalinić        | 19   | 0      | 12 november 2014 (tegen Argentinië)          | Doelman                  |
| 84  | Franjo Wölfl         | 18   | 13     | 2 april 1940 (tegen Zwitserland)             | Aanvaller                |
| 85  | Ivan Jazbinšek       | 18   | 0      | 2 april 1940 (tegen Zwitserland)             | Verdediger               |
| 86  | Lovro Majer          | 18   | 0      | 28 mei 2017 (tegen Mexico)                   | Middenvelder             |
| 87  | Zvonimir Cimermančić | 17   | 8      | 2 april 1940 (tegen Zwitserland)             | Aanvaller                |
| 88  | Ante Budimir         | 17   | 1      | 7 oktober 2020 (tegen Zwitserland)           | Aanvaller                |
| 89  | Miroslav Brozović    | 17   | 0      | 2 mei 1940 (tegen Hongarije)                 | Verdediger               |
| 90  | Goran Jurić          | 16   | 0      | 2 april 1997 (tegen Slovenië)                | Verdediger               |
| 91  | Anthony Šerić        | 16   | 0      | 29 mei 1998 (tegen Slowakije)                | Verdediger               |
| 92  | Mirko Kokotović      | 15   | 2      | 2 april 1940 (tegen Zwitserland)             | Middenvelder             |
| 93  | Igor Bišćan          | 15   | 1      | 5 juni 1999 (tegen Macedonië)                | Verdediger               |
| 94  | Ernest Dubac         | 15   | 0      | 15 juni 1941 (tegen Duitsland)               | Aanvaller                |
| 95  | Nikola Pokrivač      | 15   | 0      | 24 mei 2008 (tegen Moldavië)                 | Verdediger               |
| 96  | Duje Čop             | 14   | 2      | 4 september 2014 (tegen Cyprus)              | Aanvaller                |
| 91  | Ivan Bošnjak         | 14   | 1      | 16 augustus 2000 (tegen Slowakije)           | Aanvaller                |
| 92  | Jasmin Agić          | 14   | 0      | 10 maart 1999 (tegen Griekenland)            | Middenvelder             |
| 93  | Marijan Mrmić        | 14   | 0      | 11 juni 1996 (tegen Oekraïne)                | Doelman                  |
| 94  | Branko Pleše         | 13   | 3      | 15 juni 1941 (tegen Duitsland)               | Aanvaller                |
| 95  | Dario Knežević       | 13   | 1      | 1 februari 2006 (tegen Hongkong)             | Verdediger               |
| 96  | Ivan Leko            | 13   | 0      | 13 juni 1999 (tegen Egypte)                  | Middenvelder             |
| 97  | Borna Sosa           | 13   | 0      | 1 september 2021 (tegen Rusland)             | Verdediger               |
| 98  | Matej Mitrović       | 12   | 2      | 12 november 2014 (tegen Argentinië)          | Verdediger               |
| 99  | Luka Ivanušec        | 11   | 1      | 11 januari 2017 (tegen Chili)                | Middenvelder             |
| 100 | Nenad Pralija        | 11   | 1      | 11 juni 1995 (tegen Oekraïne)                | Middenvelder             |
| 101 | Franjo Glaser        | 11   | 0      | 2 april 1940 (tegen Zwitserland)             | Doelman                  |
| 102 | Ivica Križanac       | 11   | 0      | 20 augustus 2008 (tegen Slovenië)            | Verdediger               |
| 103 | Gustav Lechner       | 11   | 0      | 8 september 1941 (tegen Slowakije)           | Middenvelder             |
| 104 | Milan Antolković     | 10   | 3      | 2 april 1940 (tegen Zwitserland)             | Aanvaller                |
| 105 | Ratko Kacian         | 10   | 1      | 8 december 1940 (tegen Hongarije)            | Aanvaller                |
| 106 | Mato Neretljak       | 10   | 1      | 25 april 2001 (tegen Griekenland)            | Verdediger               |
| 107 | Alen Halilović       | 10   | 0      | 10 juni 2013 (tegen Portugal)                | Middenvelder             |
| 108 | August Lešnik        | 9    | 6      | 8 december 1940 (tegen Hongarije)            | Aanvaller                |
| 109 | Tomislav Marić       | 9    | 2      | 8 mei 2002 (tegen Hongarije)                 | Aanvaller                |
| 110 | Nenad Bjelica        | 9    | 0      | 28 februari 2001 (tegen Oostenrijk)          | Middenvelder             |
| 111 | Mario Cvitanović     | 9    | 0      | 10 oktober 1998 (tegen Malta)                | Verdediger               |
| 112 | Tonči Gabrić         | 9    | 0      | 8 mei 2002 (tegen Hongarije)                 | Aanvaller                |
| 113 | Elvis Brajković      | 8    | 2      | 20 april 1994 (tegen Slowakije)              | Verdediger               |
| 114 | Tomislav Šokota      | 8    | 2      | 19 november 2003 (tegen Slovenië)            | Aanvaller                |
| 115 | Ivo Iličević         | 8    | 1      | 12 oktober 2010 (tegen Noorwegen)            | Middenvelder             |
| 116 | Marijo Marić         | 8    | 1      | 21 augustus 2002 (tegen Wales)               | Aanvaller                |
| 117 | Miljenko Mumlek      | 8    | 1      | 20 april 1994 (tegen Slowakije)              | Middenvelder             |
| 118 | Dario Melnjak        | 8    | 0      | 11 juni 2019 (tegen Tunesië)                 | Verdediger               |
| 119 | Robert Špehar        | 8    | 0      | 5 juli 1992 (tegen Australië)                | Aanvaller                |
| 120 | Josip Stanišić       | 8    | 0      | 8 oktober 2021 (tegen Malta)                 | Verdediger               |
| 121 | Mate Bilić           | 7    | 3      | 14 oktober 2009 (tegen Kazachstan)           | Aanvaller                |
| 122 | Ardian Kozniku       | 7    | 2      | 20 april 1994 (tegen Slowakije)              | Aanvaller                |
| 123 | Josip Šimić          | 7    | 1      | 13 juni 1999 (tegen Egypte)                  | Aanvaller                |
| 124 | Mile Škorić          | 7    | 0      | 28 mei 2017 (tegen Mexico)                   | Middenvelder             |
| 125 | Ante Miše            | 7    | 0      | 5 juli 1992 (tegen Australië)                | Middenvelder             |
| 126 | Željko Pavlović      | 7    | 0      | 29 maart 1996 (tegen Israël)                 | Doelman                  |
| 127 | Sammir               | 7    | 0      | 12 oktober 2012 (tegen Macedonië)            | Middenvelder             |
| 128 | Filip Bradarić       | 6    | 0      | 15 november 2016 (tegen Noord-Ierland)       | Middenvelder             |
| 129 | Igor Budan           | 6    | 0      | 7 februari 2007 (tegen Noorwegen)            | Aanvaller                |
| 130 | Zoran Mamić          | 6    | 0      | 8 oktober 1996 (tegen Bosnië en Herzegovina) | Middenvelder             |
| 131 | Hrvoje Milić         | 6    | 0      | 10 juni 2013 (tegen Portugal)                | Verdediger               |
| 132 | Domagoj Antolić      | 6    | 0      | 12 november 2014 (tegen Argentinië)          | Middenvelder             |
| 133 | Zvonimir Monsider    | 6    | 0      | 7 juni 1942 (tegen Slowakije)                | Doelman                  |
| 134 | Krešimir Pukšec      | 6    | 0      | 8 september 1941 (tegen Slowakije)           | Verdediger               |
| 135 | Dževad Turković      | 6    | 0      | 18 mei 1994 (tegen Hongarije)                | Middenvelder             |
| 136 | Filip Uremović       | 6    | 0      | 8 september 2020 (tegen Frankrijk)           | Verdediger               |
| 137 | Drago Gabrić         | 5    | 1      | 14 november 2009 (tegen Liechtenstein)       | Middenvelder             |
| 138 | Igor Pamić           | 5    | 1      | 10 april 1996 (tegen Hongarije)              | Aanvaller                |
| 139 | Stipe Andrijašević   | 5    | 0      | 22 oktober 1992 (tegen Mexico)               | Middenvelder             |
| 140 | Karlo Bartolec       | 5    | 0      | 15 oktober 2018 (tegen Jordanië)             | Verdediger               |
| 141 | Dražen Biškup        | 5    | 0      | 19 juni 1991 (tegen Slovenië)                | Verdediger               |
| 142 | Hrvoje Čale          | 5    | 0      | 11 februari 2009 (tegen Roemenië)            | Verdediger               |
| 143 | Ivica Ivušić         | 5    | 0      | 4 september 2021 (tegen Slowakije)           | Doelman                  |
| 144 | Kristijan Jakić      | 5    | 0      | 8 oktober 2021 (tegen Cyprus)                | Middenvelder             |
| 145 | Ivan Jurić           | 5    | 0      | 11 februari 2009 (tegen Roemenië)            | Middenvelder             |
| 146 | Marin Leovac         | 5    | 0      | 12 november 2014 (tegen Argentinië)          | Verdediger               |
| 147 | Marin Pongračić      | 5    | 0      | 11 november 2020 (tegen Turkije)             | Verdediger               |
| 148 | Tomislav Rukavina    | 5    | 0      | 28 februari 1996 (tegen Polen)               | Middenvelder             |
| 149 | Goran Sablić         | 5    | 0      | 17 april 2002 (tegen Bosnië en Herzegovina)  | Verdediger               |
| 150 | Ivan Santini         | 5    | 0      | 28 mei 2017 (tegen Mexico)                   | Aanvaller                |
| 151 | Hrvoje Vejić         | 5    | 0      | 7 februari 2007 (tegen Noorwegen)            | Verdediger               |
| 152 | Slavko Pavletić      | 4    | 2      | 28 september 1941 (tegen Slowakije)          | Middenvelder             |
| 153 | Tomislav Erceg       | 4    | 1      | 8 juni 1997 (tegen Japan)                    | Aanvaller                |
| 154 | Florijan Matekalo    | 4    | 1      | 2 april 1940 (tegen Zwitserland)             | Middenvelder             |
| 155 | Leon Benko           | 4    | 0      | 29 januari 2006 (tegen Zuid-Korea)           | Aanvaller                |
| 156 | Domagoj Bradarić     | 4    | 0      | 7 oktober 2020 (tegen Zwitserland)           | Verdediger               |
| 157 | Ante Ćorić           | 4    | 0      | 27 mei 2016 (tegen Moldavië)                 | Middenvelder             |
| 158 | Joey Didulica        | 4    | 0      | 28 april 2004 (tegen Macedonië)              | Doelman                  |
| 159 | Svetozar Đanić       | 4    | 0      | 21 april 1940 (tegen Zwitserland)            | Middenvelder             |
| 160 | Martin Erlić         | 4    | 0      | 6 juni 2022 (tegen Frankrijk)                | Verdediger               |
| 161 | Danijel Hrman        | 4    | 0      | 10 november 2001 (tegen Zuid-Korea)          | Middenvelder             |
| 162 | Marko Lešković       | 4    | 0      | 12 november 2014 (tegen Argentinië)          | Verdediger               |
| 163 | Damir Milinović      | 4    | 0      | 12 juni 1997 (tegen Turkije)                 | Verdediger               |
| 164 | Luka Sučić           | 4    | 0      | 11 oktober 2021 (tegen Slowakije)            | Middenvelder             |
| 165 | Josip Šutalo         | 4    | 0      | 10 juni 2022 (tegen Denemarken)              | Verdediger               |
| 166 | Jurica Vučko         | 4    | 0      | 10 oktober 1998 (tegen Malta)                | Aanvaller                |
| 167 | Anas Sharbini        | 3    | 2      | 8 oktober 2009 (tegen Qatar)                 | Middenvelder             |
| 168 | Franko Andrijašević  | 3    | 1      | 6 februari 2013 (tegen Zuid-Korea)           | Middenvelder             |
| 169 | Ivan Cvjetković      | 3    | 1      | 17 oktober 1990 (tegen Verenigde Staten)     | Aanvaller                |
| 170 | Zvonko Jazbec        | 3    | 1      | 2 april 1940 (tegen Zwitserland)             | Doelman                  |
| 171 | Fran Tudor           | 3    | 1      | 11 januari 2017 (tegen Chili)                | Middenvelder             |
| 172 | Josip Weber          | 3    | 1      | 5 juli 1992 (tegen Australië)                | Aanvaller                |
| 173 | Arijan Ademi         | 3    | 0      | 6 februari 2013 (tegen Zuid-Korea)           | Middenvelder             |
| 174 | Andrija Balajić      | 3    | 0      | 19 maart 1996 (tegen Israël)                 | Verdediger               |
| 175 | Ivan Belošević       | 3    | 0      | 2 april 1940 (tegen Zwitserland)             | Verdediger               |
| 176 | Nino Bule            | 3    | 0      | 13 juni 1999 (tegen Egypte)                  | Aanvaller                |
| 177 | Darko Butorović      | 3    | 0      | 11 juni 1995 (tegen Oekraïne)                | Verdediger               |
| 178 | Drago Čelić          | 3    | 0      | 17 oktober 1990 (tegen Verenigde Staten)     | Verdediger, Middenvelder |
| 179 | Antonio Mirko Čolak  | 3    | 0      | 11 november 2020 (tegen Turkije)             | Aanvaller                |
| 180 | Vlatko Đolonga       | 3    | 0      | 30 november 2001 (tegen Zuid-Korea)          | Verdediger               |
| 181 | Jakov Filipović      | 3    | 0      | 11 januari 2017 (tegen Chili)                | Verdediger               |
| 182 | Slavko Ištvanić      | 3    | 0      | 19 juni 1991 (tegen Slovenië)                | Verdediger               |
| 183 | Veldin Karić         | 3    | 0      | 10 november 2001 (tegen Zuid-Korea)          | Aanvaller                |
| 184 | Petar Krpan          | 3    | 0      | 6 juni 1998 (tegen Australië)                | Aanvaller                |
| 185 | Antonio Milić        | 3    | 0      | 6 september 2018 (tegen Portugal)            | Verdediger               |
| 186 | Saša Peršon          | 3    | 0      | 17 oktober 1990 (tegen Verenigde Staten)     | Verdediger               |
| 187 | Mladen Romić         | 3    | 0      | 5 juli 1992 (tegen Australië)                | Verdediger               |
| 188 | Nikola Šafarić       | 3    | 0      | 18 augustus 2004 (tegen Israël)              | Middenvelder             |
| 189 | Simon Sluga          | 3    | 0      | 19 november 2019 (tegen Georgië)             | Doelman                  |
| 190 | Ivan Šuprina         | 3    | 0      | 2 april 1940 (tegen Zwitserland)             | Aanvaller                |
| 191 | Filip Tapalović      | 3    | 0      | 8 mei 2002 (tegen Hongarije)                 | Middenvelder             |
| 192 | Ivan Vargić          | 3    | 0      | 12 november 2014 (tegen Argentinië)          | Doelman                  |
| 193 | Goran Vučević        | 3    | 0      | 5 juli 1992 (tegen Australië)                | Middenvelder             |
| 194 | Zoran Vulić          | 3    | 0      | 17 oktober 1990 (tegen Verenigde Staten)     | Verdediger               |
| 195 | Srđan Andrić         | 2    | 1      | 27 maart 2002 (tegen Slovenië)               | Middenvelder             |
| 196 | Miroslav Bičanić     | 2    | 1      | 25 juni 1993 (tegen Oekraïne)                | Middenvelder             |
| 197 | Srećko Bogdan        | 2    | 1      | 22 december 1990 (tegen Roemenië)            | Verdediger               |
| 198 | Zlatko Kranjčar      | 2    | 1      | 17 oktober 1990 (tegen Verenigde Staten)     | Aanvaller                |
| 199 | Dean Računica        | 2    | 1      | 22 oktober 1992 (tegen Mexico)               | Middenvelder             |
| 200 | Ivica Banović        | 2    | 0      | 18 augustus 2004 (tegen Israël)              | Middenvelder             |
| 201 | Mladen Bartulović    | 2    | 0      | 1 februari 2006 (tegen Hongkong)             | Verdediger               |
| 202 | Toma Bašić           | 2    | 0      | 11 november 2020 (tegen Turkije)             | Middenvelder             |
| 203 | Goran Brajković      | 2    | 0      | 10 november 2001 (tegen Zuid-Korea)          | Middenvelder             |
| 204 | Stanko Bubalo        | 2    | 0      | 16 juni 1999 (tegen Mexico)                  | Aanvaller                |
| 205 | Igor Bubnjić         | 2    | 0      | 10 juni 2013 (tegen Portugal)                | Verdediger               |
| 206 | Jurica Buljat        | 2    | 0      | 26 mei 2010 (tegen Estland)                  | Verdediger               |
| 207 | Marijan Buljat       | 2    | 0      | 1 maart 2006 (tegen Argentinië)              | Verdediger               |
| 208 | Zlatko Čajkovski     | 2    | 0      | 1 november 1942 (tegen Duitsland)            | Middenvelder             |
| 209 | Niko Čeko            | 2    | 0      | 8 juli 1992 (tegen Australië)                | Verdediger               |
| 210 | Darko Dražić         | 2    | 0      | 17 oktober 1990 (tegen Verenigde Staten)     | Verdediger               |
| 211 | Mario Galinović      | 2    | 0      | 13 juni 1999 (tegen Egypte)                  | Doelman                  |
| 212 | Josip Gašpar         | 2    | 0      | 22 oktober 1992 (tegen Mexico)               | Middenvelder             |
| 213 | Ivo Grbić            | 2    | 0      | 11 november 2021 (tegen Malta)               | Doelman                  |
| 214 | Mato Jajalo          | 2    | 0      | 12 november 2014 (tegen Argentinië)          | Middenvelder             |
| 215 | Janko Janković       | 2    | 0      | 23 maart 1994 (tegen Spanje)                 | Aanvaller                |
| 216 | Vedran Ješe          | 2    | 0      | 19 januari 2006 (tegen Zuid-Korea)           | Verdediger               |
| 217 | Vlado Kasalo         | 2    | 0      | 17 oktober 1990 (tegen Verenigde Staten)     | Verdediger               |
| 218 | Zvonimir Koceić      | 2    | 0      | 1 november 1942 (tegen Duitsland)            | Aanvaller                |
| 219 | Slavko Kodrnja       | 2    | 0      | 11 oktober 1942 (tegen Roemenië)             | Aanvaller                |
| 220 | Mirko Marić          | 2    | 0      | 11 januari 2017 (tegen Chili)                | Aanvaller                |
| 221 | Nikola Matas         | 2    | 0      | 11 januari 2017 (tegen Chili)                | Verdediger               |
| 222 | Josip Mišić          | 2    | 0      | 11 januari 2017 (tegen Chili)                | Middenvelder             |
| 223 | Zoran Nižić          | 2    | 0      | 28 mei 2017 (tegen Mexico)                   | Verdediger               |
| 224 | Filip Ozobić         | 2    | 0      | 11 januari 2017 (tegen Chili)                | Middenvelder             |
| 225 | Dino Perić           | 2    | 0      | 16 november 2019 (tegen Slowakije)           | Verdediger               |
| 226 | Antonio Perošević    | 2    | 0      | 11 januari 2017 (tegen Chili)                | Aanvaller                |
| 227 | Alen Peternac        | 2    | 0      | 10 februari 1999 (tegen Denemarken)          | Aanvaller                |
| 228 | Silvester Sabolčki   | 2    | 0      | 25 april 2001 (tegen Griekenland)            | Middenvelder             |
| 229 | Mario Šitum          | 2    | 0      | 11 januari 2017 (tegen Chili)                | Middenvelder             |
| 230 | Danijel Štefulj      | 2    | 0      | 28 februari 1996 (tegen Polen)               | Verdediger, Middenvelder |
| 231 | Samir Toplak         | 2    | 0      | 20 april 1994 (tegen Slowakije)              | Verdediger               |
| 232 | Emil Urch            | 2    | 0      | 5 april 1942 (tegen Italië)                  | Doelman                  |
| 233 | Vladimir Vasilj      | 2    | 0      | 29 mei 1998 (tegen Slowakije)                | Doelman                  |
| 234 | Neven Vukman         | 2    | 0      | 29 januari 2006 (tegen Zuid-Korea)           | Middenvelder             |
| 235 | Kazimir Vulić        | 2    | 0      | 5 juli 1992 (tegen Australië)                | Middenvelder             |
| 236 | Sulejman Rebac       | 1    | 2      | 12 september 1956 (tegen Indonesië)          | Aanvaller                |
| 237 | Željko Adžić         | 1    | 1      | 25 juni 1993 (tegen Oekraïne)                | Aanvaller                |
| 238 | Slavko Beda          | 1    | 1      | 8 september 1941 (tegen Slowakije)           | Aanvaller                |
| 239 | Aleksandar Benko     | 1    | 1      | 12 september 1956 (tegen Indonesië)          | Aanvaller                |
| 240 | Fabijan Komljenović  | 1    | 1      | 19 juni 1991 (tegen Slovenië)                | Middenvelder             |
| 241 | Stane Krstulović     | 1    | 1      | 12 september 1956 (tegen Indonesië)          | Middenvelder             |
| 242 | Antun Lokošek        | 1    | 1      | 9 april 1944 (tegen Slowakije)               | Middenvelder             |
| 243 | Željko Matuš         | 1    | 1      | 12 september 1956 (tegen Indonesië)          | Verdediger, Aanvaller    |
| 244 | Joško Popović        | 1    | 1      | 20 april 1994 (tegen Slowakije)              | Aanvaller                |
| 245 | Viktor Ajbek         | 1    | 0      | 11 oktober 1942 (tegen Roemenië)             | Aanvaller                |
| 246 | Josip Balatinac      | 1    | 0      | 29 januari 2006 (tegen Zuid-Korea)           | Middenvelder             |
| 247 | Mateo Barać          | 1    | 0      | 11 januari 2017 (tegen Chili)                | Verdediger               |
| 248 | Mate Baturina        | 1    | 0      | 13 juni 1999 (tegen Egypte)                  | Middenvelder             |
| 249 | Mario Bazina         | 1    | 0      | 21 augustus 2002 (tegen Wales)               | Middenvelder             |
| 250 | Filip Benković       | 1    | 0      | 11 juni 2019 (tegen Tunesië)                 | Verdediger               |
| 251 | Saša Bjelanović      | 1    | 0      | 9 februari 2005 (tegen Israël)               | Aanvaller                |
| 252 | Josip Bulat          | 1    | 0      | 16 juni 1999 (tegen Mexico)                  | Verdediger               |
| 253 | Mijo Caktaš          | 1    | 0      | 11 juni 2019 (tegen Tunesië)                 | Middenvelder             |
| 254 | Mario Carević        | 1    | 0      | 9 februari 2003 (tegen Macedonië)            | Middenvelder             |
| 255 | Toni Datković        | 1    | 0      | 14 januari 2017 (tegen China)                | Verdediger               |
| 256 | Svemir Delić         | 1    | 0      | 12 september 1956 (tegen Indonesië)          | Verdediger               |
| 257 | Dino Drpić           | 1    | 0      | 16 oktober 2007 (tegen Slowakije)            | Verdediger               |
| 258 | Ivo Ergović          | 1    | 0      | 8 juni 1997 (tegen Japan)                    | Middenvelder             |
| 259 | Sejad Halilović      | 1    | 0      | 17 augustus 1994 (tegen Israël)              | Middenvelder             |
| 260 | Joško Jeličić        | 1    | 0      | 5 juli 1995 (tegen Australië)                | Middenvelder             |
| 261 | Dražan Jerković      | 1    | 0      | 12 september 1956 (tegen Indonesië)          | Aanvaller                |
| 262 | Antonio Ježina       | 1    | 0      | 10 september 2013 (tegen Zuid-Korea)         | Doelman                  |
| 263 | Damir Kalapač        | 1    | 0      | 19 juni 1991 (tegen Slovenië)                | Verdediger               |
| 264 | Nikola Katić         | 1    | 0      | 28 mei 2017 (tegen Mexico)                   | Verdediger               |
| 265 | Vladimir Klaić       | 1    | 0      | 12 september 1956 (tegen Indonesië)          | Middenvelder             |
| 266 | Denis Kolinger       | 1    | 0      | 28 mei 2017 (tegen Mexico)                   | Verdediger               |
| 267 | Dario Krešić         | 1    | 0      | 10 september 2013 (tegen Zuid-Korea)         | Doelman                  |
| 268 | Damir Krznar         | 1    | 0      | 22 april 1998 (tegen Polen)                  | Verdediger               |
| 269 | Siniša Linić         | 1    | 0      | 1 februari 2006 (tegen Hongkong)             | Middenvelder             |
| 270 | Kristijan Lovrić     | 1    | 0      | 30 maart 2021 (tegen Malta)                  | Aanvaller                |
| 271 | Mate Maleš           | 1    | 0      | 5 maart 2014 (tegen Zwitserland)             | Middenvelder             |
| 272 | Mario Maloča         | 1    | 0      | 15 augustus 2012 (tegen Zwitserland)         | Verdediger               |
| 273 | Ivan Medle           | 1    | 0      | 12 september 1956 (tegen Indonesië)          | Aanvaller                |
| 274 | Darko Miladin        | 1    | 0      | 19 juni 1999 (tegen Zuid-Korea)              | Verdediger               |
| 275 | Mato Miloš           | 1    | 0      | 28 mei 2017 (tegen Mexico)                   | Verdediger               |
| 276 | Goran Milović        | 1    | 0      | 17 november 2015 (tegen Rusland)             | Verdediger               |
| 277 | Marko Mlinarić       | 1    | 0      | 17 oktober 1990 (tegen Verenigde Staten)     | Middenvelder             |
| 278 | Ivan Močinić         | 1    | 0      | 17 november 2015 (tegen Rusland)             | Middenvelder             |
| 279 | Nikola Moro          | 1    | 0      | 29 maart 2022 (tegen Bulgarije)              | Middenvelder             |
| 280 | Mirko Pavličević     | 1    | 0      | 20 april 1994 (tegen Slowakije)              | Verdediger               |
| 281 | Renato Pilipović     | 1    | 0      | 16 juni 1999 (tegen Mexico)                  | Middenvelder             |
| 282 | Antun Pogačnik       | 1    | 0      | 15 juni 1941 (tegen Duitsland)               | Verdediger               |
| 283 | Srebrenko Posavec    | 1    | 0      | 1 februari 2006 (tegen Slovenië)             | Middenvelder             |
| 284 | Andrej Prskalo       | 1    | 0      | 14 januari 2017 (tegen China)                | Doelman                  |
| 285 | Josip Radošević      | 1    | 0      | 11 september 2012 (tegen België)             | Middenvelder             |
| 286 | Gajo Raffanelli      | 1    | 0      | 8 december 1940 (tegen Hongarije)            | Middenvelder             |
| 287 | Ivan Režić           | 1    | 0      | 9 februari 2003 (tegen Macedonië)            | Middenvelder             |
| 288 | Robert Rubčić        | 1    | 0      | 12 december 1990 (tegen Roemenië)            | Verdediger               |
| 289 | Ivo Šeparović        | 1    | 0      | 19 juni 1991 (tegen Slovenië)                | Middenvelder             |
| 290 | Kujtim Shala         | 1    | 0      | 17 oktober 1990 (tegen Verenigde Staten)     | Middenvelder             |
| 291 | Vladimir Šimunić     | 1    | 0      | 14 juni 1942 (tegen Hongarije)               | Doelman                  |
| 292 | Zoran Slavica        | 1    | 0      | 22 oktober 1992 (tegen Mexico)               | Doelman                  |
| 293 | Dario Smoje          | 1    | 0      | 9 februari 2003 (tegen Macedonië)            | Verdediger               |
| 294 | Ivan Šunjić          | 1    | 0      | 28 mei 2017 (tegen Mexico)                   | Middenvelder             |
| 295 | Marin Tomasov        | 1    | 0      | 10 september 2013 (tegen Zuid-Korea)         | Middenvelder             |
| 296 | Ivan Tomečak         | 1    | 0      | 12 november 2014 (tegen Argentinië)          | Verdediger               |
| 297 | Ivan Turina          | 1    | 0      | 1 februari 2006 (tegen Hongkong)             | Doelman                  |
| 298 | Ante Vidošević       | 1    | 0      | 12 september 1956 (tegen Indonesië)          | Verdediger               |
| 299 | Joško Vidošević      | 1    | 0      | 12 september 1956 (tegen Indonesië)          | Aanvaller                |
| 300 | Luka Vučko           | 1    | 0      | 26 mei 2010 (tegen Estland)                  | Verdediger               |
| 301 | Darko Vukić          | 1    | 0      | 20 april 1994 (tegen Slowakije)              | Middenvelder             |
| 302 | Željko Vuković       | 1    | 0      | 19 juni 1991 (tegen Slovenië)                | Verdediger               |
| 303 | Ante Vukušić         | 1    | 0      | 15 augustus 2012 (tegen Zwitserland)         | Aanvaller                |
| 304 | Ante Vulić           | 1    | 0      | 12 september 1956 (tegen Indonesië)          | Doelman                  |
| 305 | Ante Žanetić         | 1    | 0      | 12 september 1956 (tegen Indonesië)          | Middenvelder             |
| 306 | Gregor Židan         | 1    | 0      | 17 oktober 1990 (tegen Verenigde Staten)     | Verdediger, Middenvelder |
| 307 | Miroslav Žitnjak     | 1    | 0      | 12 juli 1992 (tegen Australië)               | Doelman                  |
| 308 | Aleksandar Živković  | 1    | 0      | 8 december 1940 (tegen Hongarije)            | Aanvaller                |
| 309 | Zoran Živković       | 1    | 0      | 25 juni 1993 (tegen Oekraïne)                | Verdediger               |
| 310 | Željko Župetić       | 1    | 0      | 19 juni 1991 (tegen Slovenië)                | Middenvelder             |

HNS · A-internationals · Selecties · Bondscoaches · Statistieken · Kroatisch vrouwenelftal · Olympisch elftal · Kroatië U21 · Kroatië U20 · Kroatië U19 · Kroatië U18 · Kroatië U17 · Kroatië U16
1940 – 1956 ·
1990 – 1999 ·
2000 – 2009 ·
2010 – 2019 ·
2020 − 2029
EK's: 1996 · 
2000 · 
2004 · 
2008 · 
2012 · 
2016 · 
2020 · 
2024
WK's: 1998 · 
2002 · 
2006 · 
2010 · 
2014 · 
2018 · 
2022
1940 · 
1941 · 
1942 · 
1943 · 
1944 · 
1945–1955 · 
1956 · 
1957–1989 · 
1990 · 
1991 · 
1992 · 
1993 · 
1994 · 
1995 · 
1996 · 
1997 · 
1998 · 
1999 · 
2000 · 
2001 · 
2002 · 
2003 · 
2004 · 
2005 · 
2006 · 
2007 · 
2008 · 
2009 · 
2010 · 
2011 · 
2012 · 
2013 ·  
2014 · 
2015 · 
2016 · 
2017 · 
2018 ·
2019 ·
2020 ·
2021 ·
2022 ·
2023
Albanië ·
Andorra ·
Argentinië ·
Armenië ·
Australië ·
Azerbeidzjan · 
België ·
Bosnië en Herzegovina ·
Brazilië ·
Bulgarije ·
Canada ·
Chili ·
China ·
Cyprus ·
Denemarken ·
Duitsland ·
Ecuador ·
Egypte ·
Engeland ·
Estland ·
Finland ·
Frankrijk ·
Georgië ·
Gibraltar ·
Griekenland ·
Hongarije ·
Hongkong ·
Ierland ·
IJsland ·
Indonesië ·
Iran ·
Israël ·
Italië ·
Jamaica ·
Japan ·
Joegoslavië ·
Jordanië ·
Kameroen · 
Kazachstan ·
Kosovo ·
Letland ·
Litouwen ·
Liechtenstein ·
Mali ·
Malta ·
Marokko · 
Mexico ·
Moldavië ·
Nederland ·
Nigeria ·
Noord-Ierland ·
Noord-Macedonië ·
Noorwegen ·
Oekraïne ·
Oostenrijk ·
Peru ·
Polen ·
Portugal ·
Qatar ·
Roemenië ·
Rusland ·
San Marino ·
Saoedi-Arabië ·
Schotland ·
Senegal · 
Servië · 
Slovenië ·
Slowakije ·
Spanje ·
Tsjechië ·
Tunesië ·
Turkije ·
Wales ·
Wit-Rusland ·
Zuid-Korea ·
Zweden ·
Zwitserland
Argentinië (2018) ·
Argentinië (2022) ·
Australië (2006) ·
België (2022) ·
Brazilië (2006) ·
Brazilië (2014) ·
Brazilië (2022) ·
Denemarken (2018) ·
Duitsland (2008) ·
Engeland (2018) ·
Engeland (2021) ·
Frankrijk (2018) ·
Ierland (2012) ·
IJsland (2018) ·
Italië (2012) ·
Japan (2006) ·
Kameroen (2014) ·
Marokko (2022, 1) ·
Marokko (2022, 2) ·
Mexico (2014) ·
Nigeria (2018) ·
Oostenrijk (2008) ·
Polen (2008) ·
Rusland (2018) ·
Schotland (2021) ·
Spanje (2012) ·
Spanje (2021) ·
Tsjechië (2016) ·
Tsjechië (2021) ·
Turkije (2008) ·
Turkije (2016)